# La Montaña (Valdés)
La Montaña (Riunegru en asturiano) es una parroquia del concejo asturiano de Valdés, en España.
En sus 51,39 km² habitan un total de 440 personas (2020) repartidas entre las poblaciones de Arnizo, Belén, Buseco, Carboniella, Caxós, Cercenadas, Cereizal, Concernoso, Conqueiros, Fuentenavia (Funtanavia), Godón, El Mazo, Menudeiro, Paladeperre, Los Piñeiros, Riopinoso, Rioseco, San Pelayo del Sexmo, Siñeriz y Vallancho.
La parroquia está recorrida por el río Rionegro y limita con los concejos de Navia, Villayón y Tineo.
La iglesia parroquial, bajo advocación de San Salvador de Rionegro, se encuentra en Belén.